# Brantes
Brantes è un comune francese di 87 abitanti situato nel dipartimento della Vaucluse della regione della Provenza-Alpi-Costa Azzurra.

## Geografia fisica
Il comune è arroccato sul monte Ventoux e confina con la Drôme a nord.

### Vie d'accesso
Il comune è attraversato dai sentieri del Grande Randonnée GR 4, GR 9 e GR 91.

### Idrografia
Sorgente del Fontnouvelle ed è attraversato nella parte bassa del paese dal fiume Toulourenc.

## Storia
Citata prima nel 1163 con il nome di "Brantule" e successivamente nel 1254 come "de Brantulis".
Durante le Guerre di religione francesi il paese venne occupato dai Protestanti.

## Amministrazione
Dal 2001 al 2008 il sindaco fu Georgette Bernad, sostituita da Roland Ruegg.

## Società

### Evoluzione demografica
Abitanti censiti